# La Haye
Pour la commune nouvelle française, voir La Haye (Manche).
Pour les articles homonymes, voir Haye.
La Haye (prononcé : /la ɛ/ ; en néerlandais : Den Haag, diminutif de 's-Gravenhage — littéralement « Haie du Comte ») est une commune et ville néerlandaise, siège du gouvernement des Pays-Bas et chef-lieu de la province de Hollande-Méridionale. Elle n'est cependant pas la capitale du pays, qui est Amsterdam. En 2024, la population de La Haye s'élève à 568 945 habitants, ce qui en fait la troisième ville des Pays-Bas après Amsterdam et Rotterdam,. Elle fait partie de la conurbation de la Randstad — comprenant Amsterdam, Haarlem, Leyde, Rotterdam, et Utrecht — comptant 7 100 000 habitants.
Outre les États généraux, la Cour suprême et le Conseil d'État, La Haye accueille plusieurs institutions, pour la plupart internationales, ce qui lui vaut d'être surnommée la « capitale du monde légal » par le sixième secrétaire général des Nations unies, Boutros Boutros-Ghali. La Cour internationale de justice (CIJ), la Cour pénale internationale (CPI), la Cour permanente d'arbitrage (CPA), Europol, Eurojust, la Commission internationale pour les personnes disparues, l'Organisation pour l'interdiction des armes chimiques (OIAC) et le Mécanisme pour les Tribunaux pénaux internationaux sont basés dans la ville, tout comme les résidences officielles du roi (Huis ten Bosch) et du Premier ministre des Pays-Bas (Catshuis), ainsi que les ambassades.

## Étymologie
La Haye est mentionnée sous le nom Die Haghe pour la première fois en 1242. Au XVe siècle, le nom des Graven hage, littéralement « La Haie-du-Comte », entre en usage, avec des connotations comme « la haie du Comte », « l'enceinte privée » ou « le terrain de chasse ». 's Gravenhage est utilisé pour la ville à partir du XVIIe siècle. Aujourd'hui, ce nom n'est utilisé que dans certains documents officiels comme les actes d'état-civil. La ville elle-même utilise Den Haag dans toutes ses communications, et de même, les Nederlandse Spoorwegen utilisent également Den Haag pour le nom de toutes les gares de La Haye : Den Haag Centraal, Den Haag HS, Den Haag Moerwijk (nl), Den Haag Ypenburg (nl), Den Haag Laan van NOI et Den Haag Mariahoeve (nl).

## Géographie

### Situation
Bien que La Haye soit la troisième ville des Pays-Bas en nombre d'habitants après Amsterdam et Rotterdam, elle conserve de relativement vastes espaces naturels grâce à ses nombreux bois et dunes sur la côte de la mer du Nord.
La commune couvre une superficie de 98,20 km2.

### Communes limitrophes
| Mer du Nord | Wassenaar             | Wassenaar, Leidschendam-Voorburg                      |
| Mer du Nord | La Haye               | Leidschendam-Voorburg, Pijnacker-Nootdorp, Zoetermeer |
| Westland    | Delft Midden-Delfland | Ryswick (Rijswijk)                                    |

## Transports

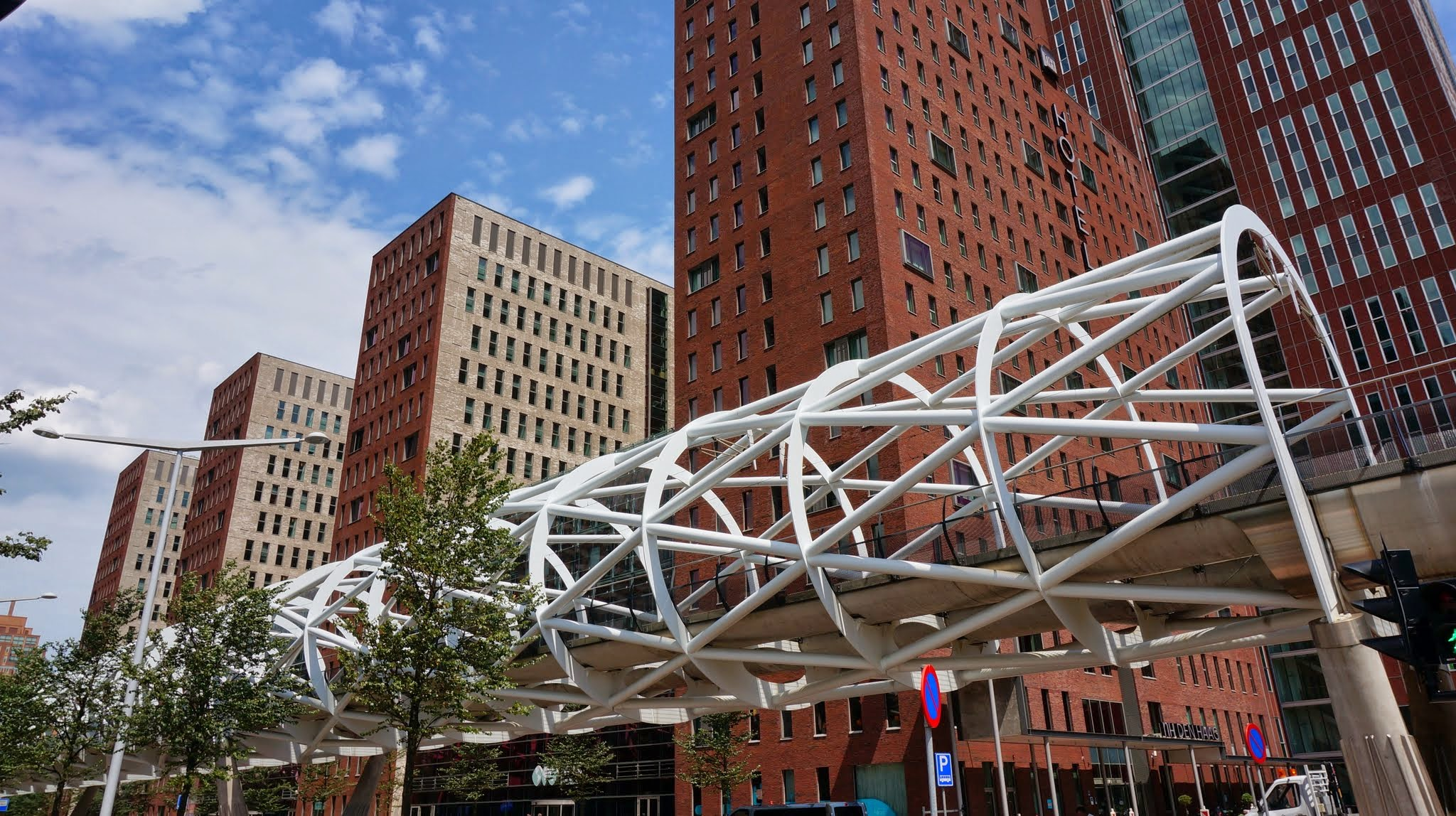
Voie en élévation du réseau RandstadRail à La Haye.

Les transports en commun urbains assurés par la compagnie locale HTM se basent sur 12 lignes de tramway régulières. Quatre de ces lignes font partie du projet métropolitain RandstadRail. HTM opère aussi sur dix lignes de bus de jour et six de nuit. Cependant un large nombre de lignes de bus sont exploitées par Veolia et Arriva vers la banlieue et les autres villes proches telle que Leyde. Toutes ces compagnies acceptent les OV-chipkaarten, supports d'abonnements de transport national néerlandais.

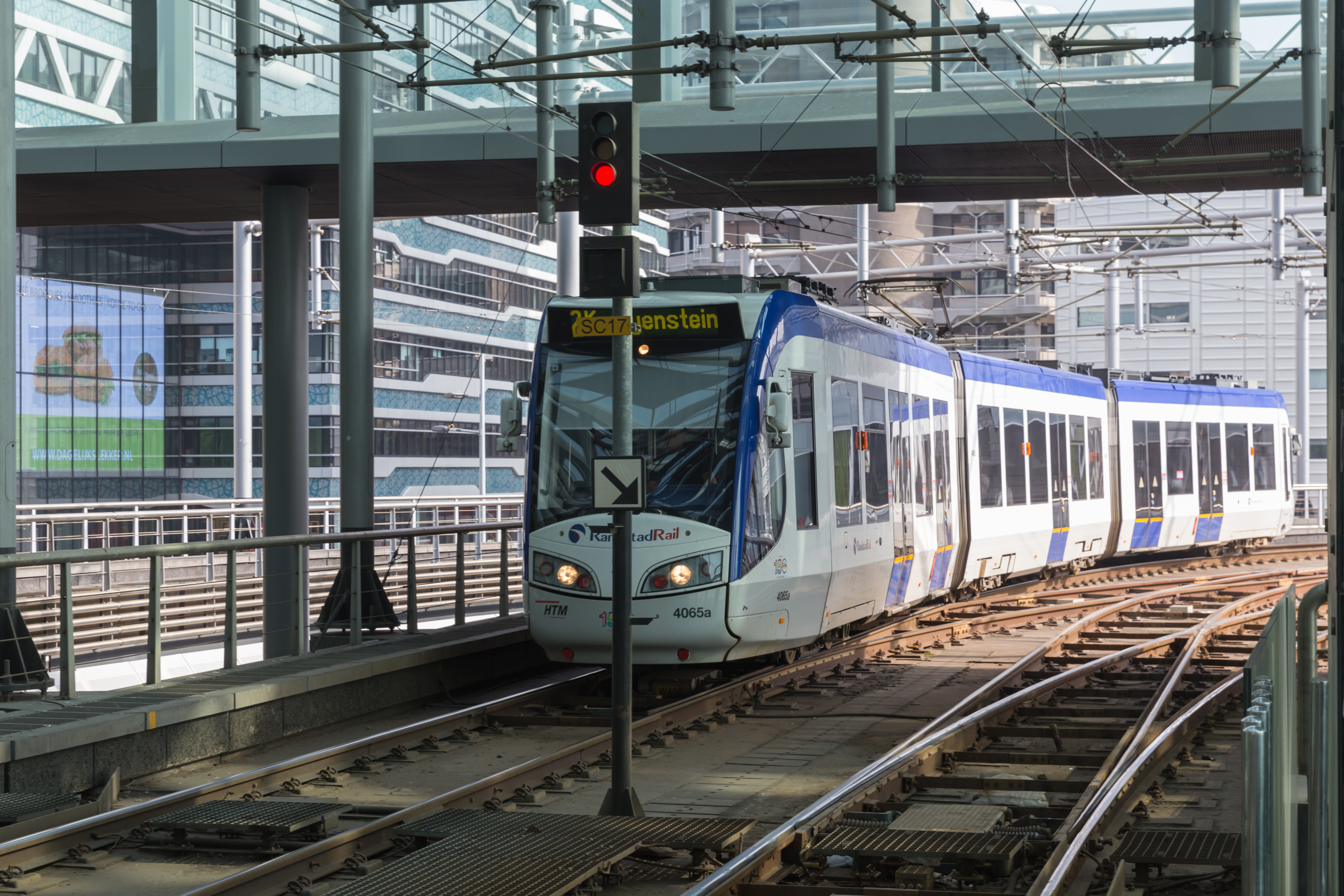
Rame RandstadRail à la gare centrale de La Haye.

Quatre lignes du réseau sont opérées avec du matériel de type tram-train, les lignes 2, 3, 4 et 19. Connues sous le nom de RandstadRail, elles relient La Haye à Zoetermeer ainsi qu'à d'autres communes de la proche banlieue. La ligne 19 présente la particularité de ne pas passer par la ville de La Haye ; elle relie Delft à Leidschendam. Une cinquième ligne de la RandstadRail, la ligne E du métro de Rotterdam relie La Haye à Rotterdam. Cette ligne de métro léger fait partie du réseau métropolitain de Rotterdam.
La Haye est reliée au réseau de chemins de fer NS par six gares, La Haye-Central, La Haye-Hollands Spoor, La Haye-Laan van NOI, La Haye-Mariahoeve, La Haye-Moerwijk et La Haye-Ypenburg. La Haye n'est plus sur la ligne Thalys entre Amsterdam et Bruxelles depuis l'ouverture de la ligne à grande vitesse entre Anvers et Amsterdam le 13 décembre 2009.
La Haye partage avec Rotterdam un aéroport qui porte le nom des deux villes, à Rotterdam, l'aéroport de Rotterdam-La Haye. Il est le troisième aéroport national en nombre de passagers après l'aéroport d'Eindhoven, mais constitue l'aéroport officiel pour les réceptions diplomatiques. Le centre-ville de La Haye est distant de 30 minutes en train de la gare de l'aéroport d'Amsterdam-Schiphol, aéroport européen avec plus de soixante millions de passagers annuellement accueillis.

## Histoire

### Origines
La Haye est fondée en 1248 par Guillaume II, comte de Hollande et roi des Romains (Guillaume Ier) de 1247 à 1256. À cette date, il ordonne la construction d'un château dans une forêt près de la mer en Hollande, dans lequel il avait l'intention de s'installer après son couronnement. Guillaume II meurt dans une bataille avant celui-ci, arrêtant ainsi la construction avant la fin. Aujourd'hui le château est appelé le « Ridderzaal » (littéralement : « Salle des Chevaliers ») et est encore utilisé pour des événements politiques majeurs, tel que le Prinsjesdag annuel.

### Moyen Âge
Par la suite, La Haye est le centre administratif des comtes de Hollande. De puissantes villes hollandaises comme Leyde, Delft et Dordrecht s'accordent pour choisir la petite et peu importante ville de La Haye comme leur centre administratif. Cette situation n'est jamais remise en cause, ce qui fait aujourd'hui de La Haye le siège du gouvernement, alors que la capitale des Pays-Bas est Amsterdam.

### Époque moderne

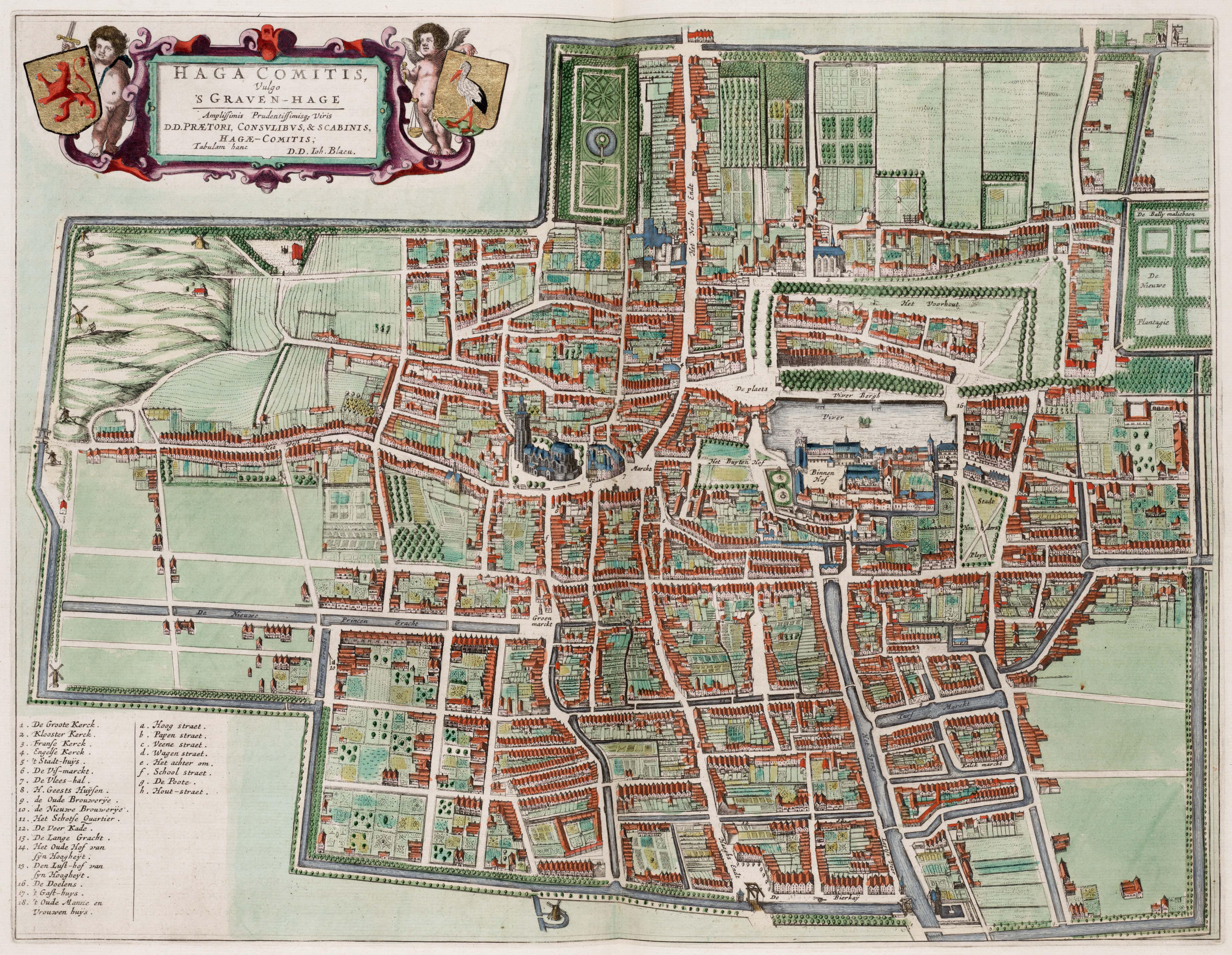
Carte de La Haye en 1649, dans l'Atlas van Loon, par Johannes Blaeu.

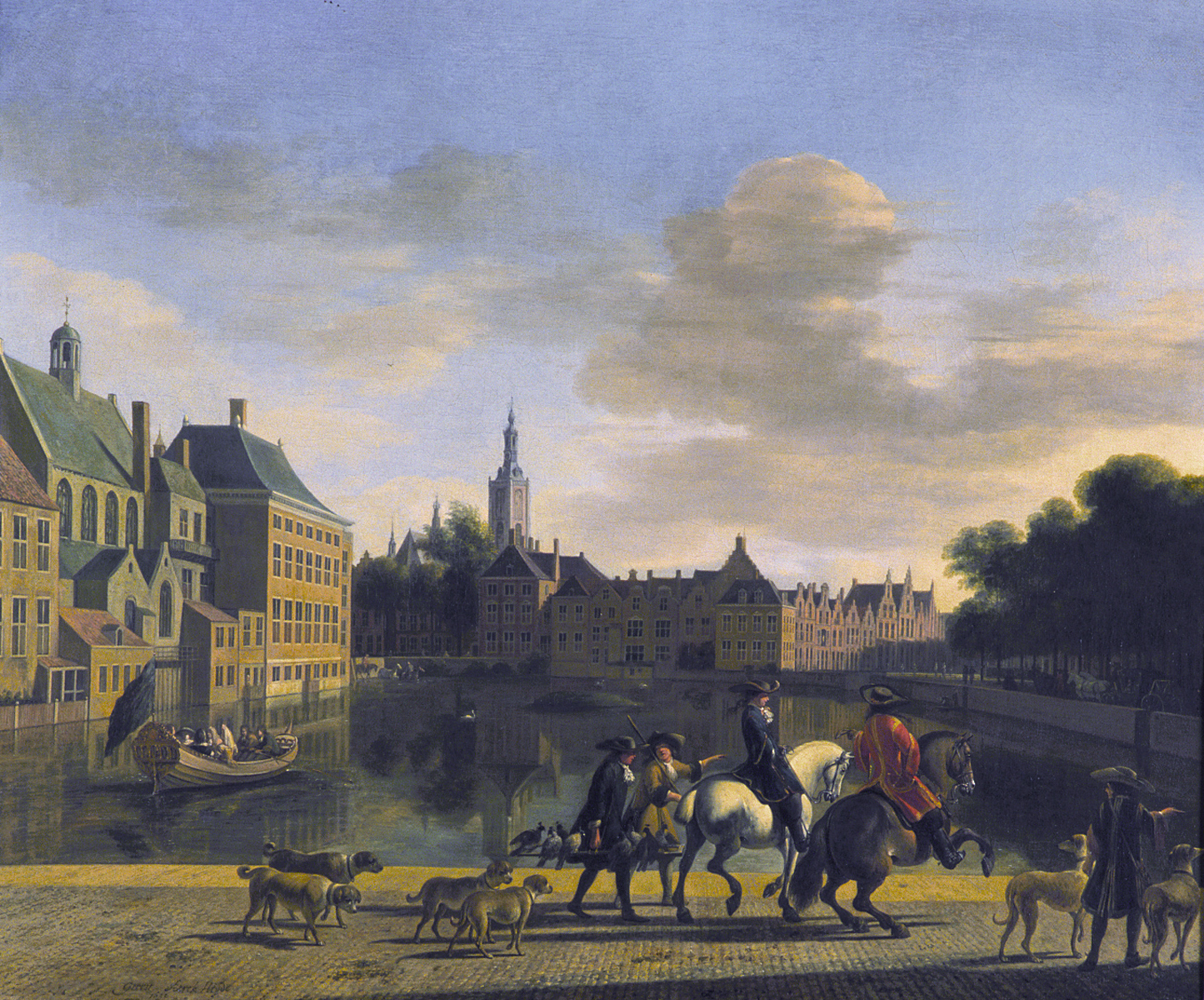
De Hofvijver gezien vanaf de Korte Vijverberg (1692) par Gerrit Berckheyde.

Pour que la ville conserve une taille modeste, il lui est légalement interdit de construire un mur d'enceinte autour de la cité. Cependant, quand, en 1500, on autorise enfin la construction d'une enceinte, la population préfère utiliser les fonds de son édification pour construire un hôtel de ville à la place. Cette décision s'avère désastreuse pendant la guerre de Quatre-Vingts Ans, puisque les troupes espagnoles peuvent ainsi prendre et occuper la ville avec facilité.

### Époque contemporaine
Ce sont les Français qui donnent finalement le statut de ville à La Haye en 1806, tardivement en regard d'autres villes hollandaises.

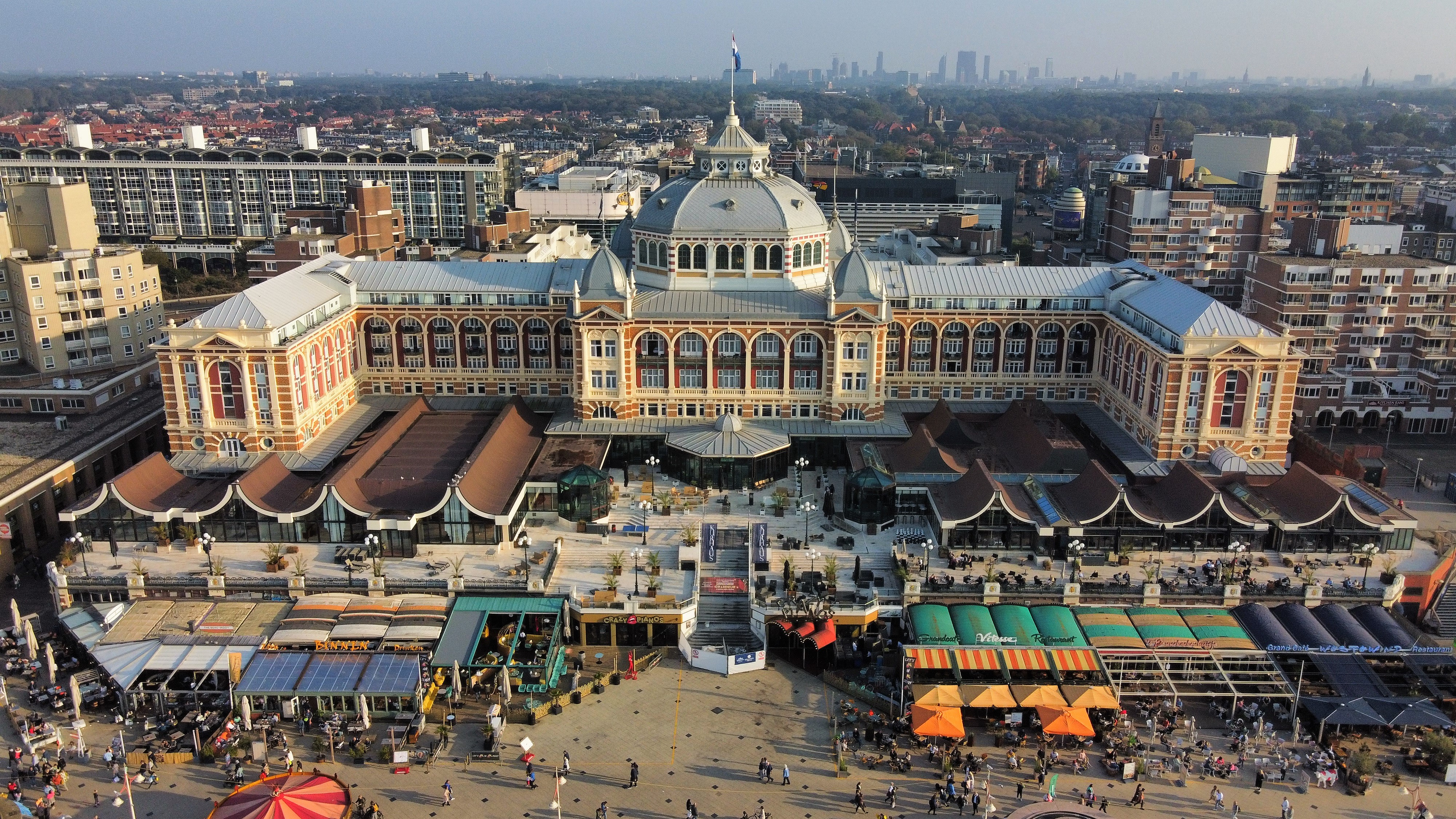
Le front de mer avec le Kurhaus (1885), à Schéveningue.

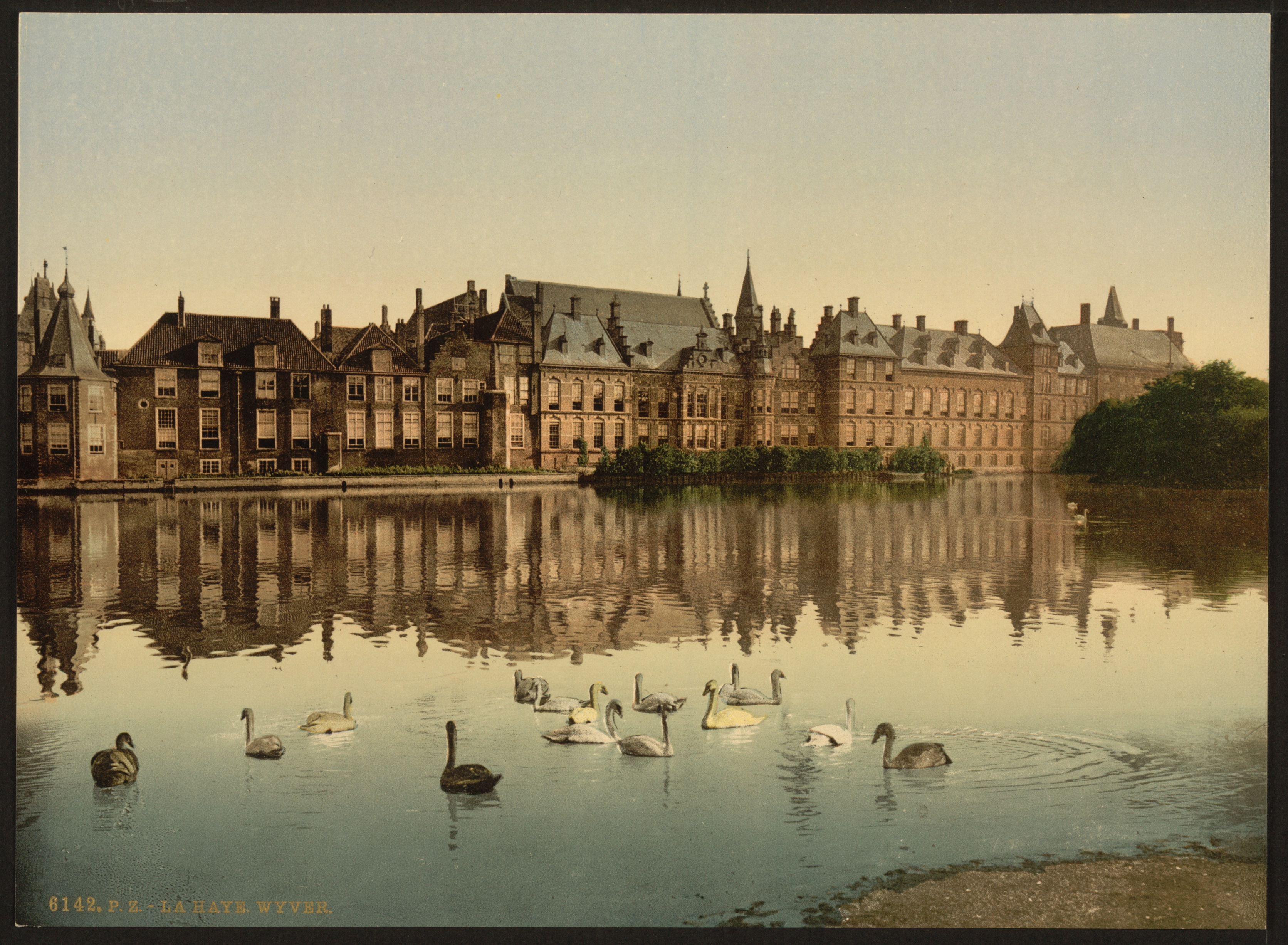
La Binnenhof, siège du Parlement des Pays-Bas, vers 1900.

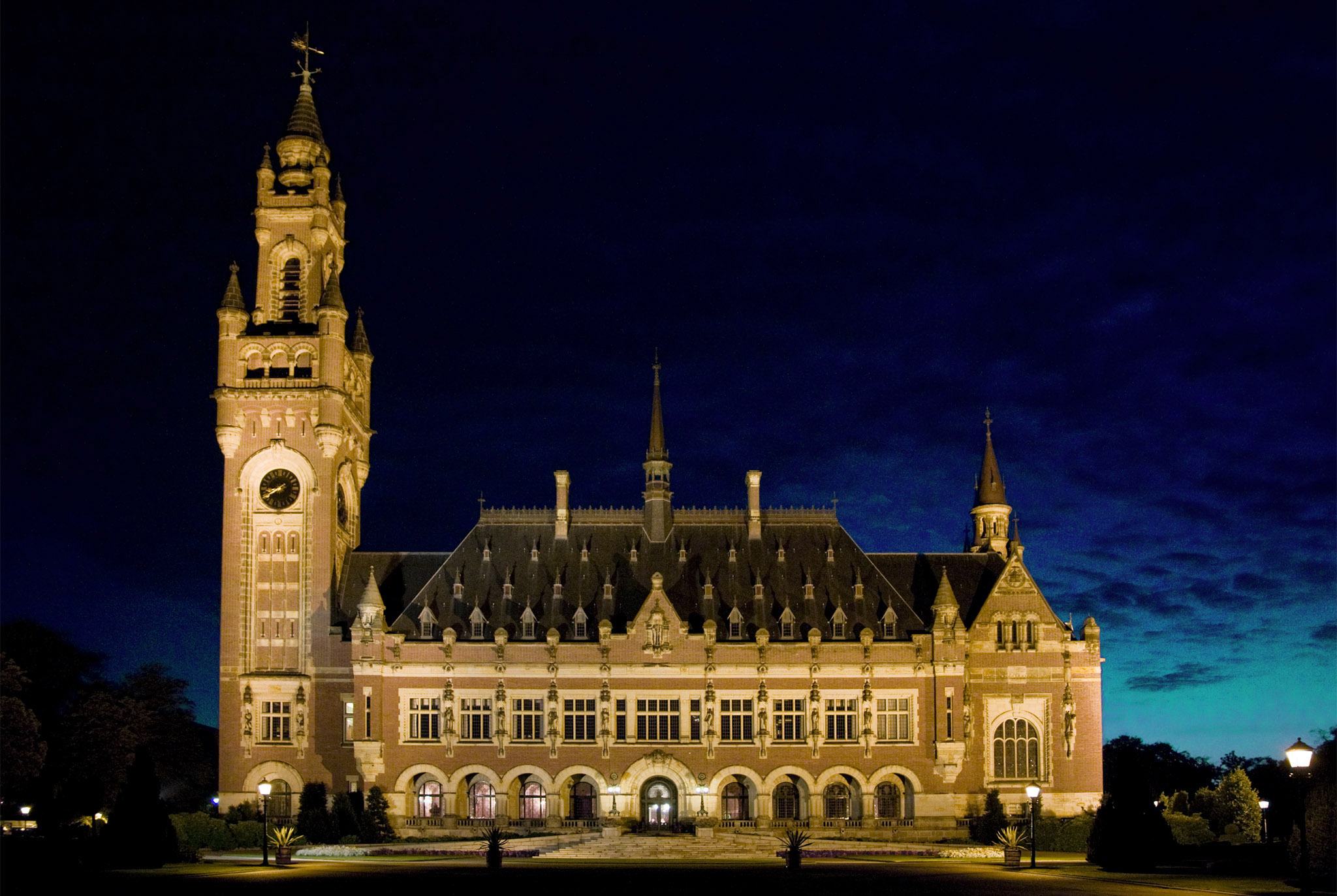
Le palais de la Paix, bâti selon les plans de Louis Marie Cordonnier avec des fonds de la Fondation Carnegie, est inauguré en 1913. Il abrite la Cour internationale de justice, la Cour permanente d'arbitrage, l'Académie de droit international de La Haye et la bibliothèque du Palais de la Paix.

En raison de son histoire, La Haye ne possède donc pas un large centre historique comme ses proches voisines de Leyde et Delft. Mais à partir de 1850, avec la place grandissante qu'occupe le gouvernement dans la vie du pays, La Haye se développe considérablement. Les parties les plus anciennes de la ville datent pour la plupart du XIXe siècle et du début du XXe.
La ville est fortement endommagée pendant la Seconde Guerre mondiale. Le 3 mars 1945, la Royal Air Force bombarde le Bezuidenhout, la cible étant une installation de fusées V2, toute proche de la ville. En raison « d'erreurs de navigation », les bombes sont tombées sur des zones fortement peuplées, tuant plus de 500 personnes. Les cicatrices de ces bombardements sont encore relativement visibles aujourd'hui.
La ville accueille en 1948 le Congrès de La Haye ou « Congrès de l'Europe » qui donne l'impulsion du processus d'unification européenne. En 1958, La Haye est récompensée par le prix de l'Europe.
Après la guerre, La Haye est l'un des plus grands[réf. souhaitée] chantiers d'Europe. La ville s'est ensuite étendue fortement vers le sud-ouest pour atteindre une pointe de 550 000 habitants vers 1970. Dans les années 1970 et 1980, les classes moyennes déménagent vers les banlieues de la ville comme Voorburg, Leidschendam, Rijswijk et surtout Zoetermeer. Cette migration répond à un schéma classique du centre urbain pauvre et des banlieues aisées, ce qui n'est plus le cas aujourd'hui.
Dans cette seconde partie de siècle, La Haye confirme aussi son statut de grand centre administratif. En plus d'être le centre politique du pays, la ville accueille de nombreuses institutions européennes mais aussi internationales, dont le siège de la Cour pénale internationale.

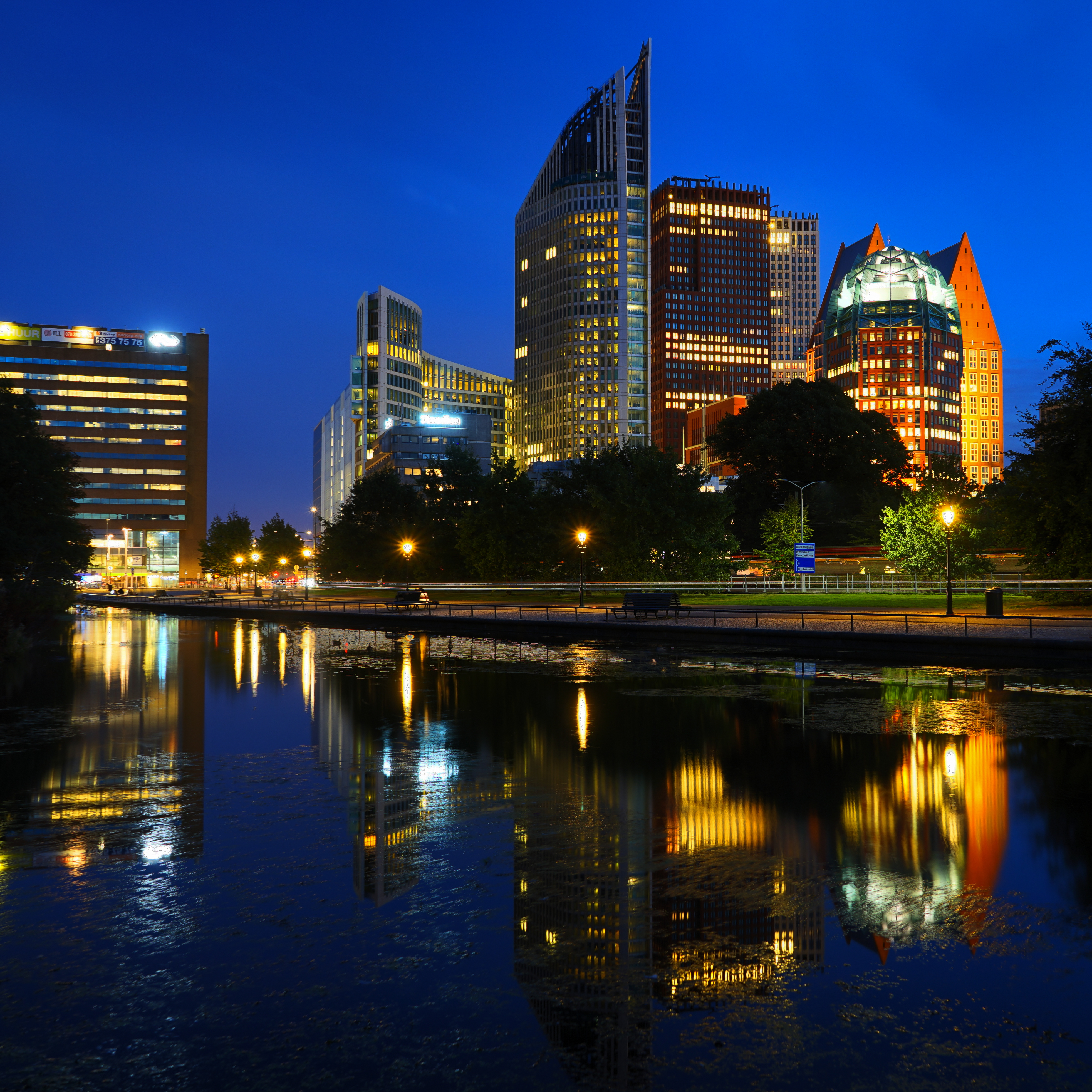
Tours de ministères à côté de la gare centrale (2016).

En 1998, la ville accueille l'une des facultés de l'université de Leyde, dans le quartier des ministères autour de la gare centrale de La Haye, en pleine mutation.
En 2002, l'American Service-Members' Protection Act est votée par le Congrès des États-Unis puis signée par le président George W. Bush. Cette loi, qui dispose que le gouvernement fédéral américain a pouvoir de sortir du centre de détention de la Cour pénale internationale à La Haye un accusé américain, est ironiquement surnommée The Hague Invasion Act (en français : loi d'invasion de La Haye), puisqu'elle permet théoriquement aux Forces armées des États-Unis d'envahir la ville, ce qui jette un froid sur les relations néerlando-américaines.
En février 2024 se déroulent de violents affrontements entre des groupes rivaux d'Érythréens, qui incendient des voitures de police et lancent des pierres sur les forces de l'ordre. Au moins six policiers sont blessés,

## Politique et administration

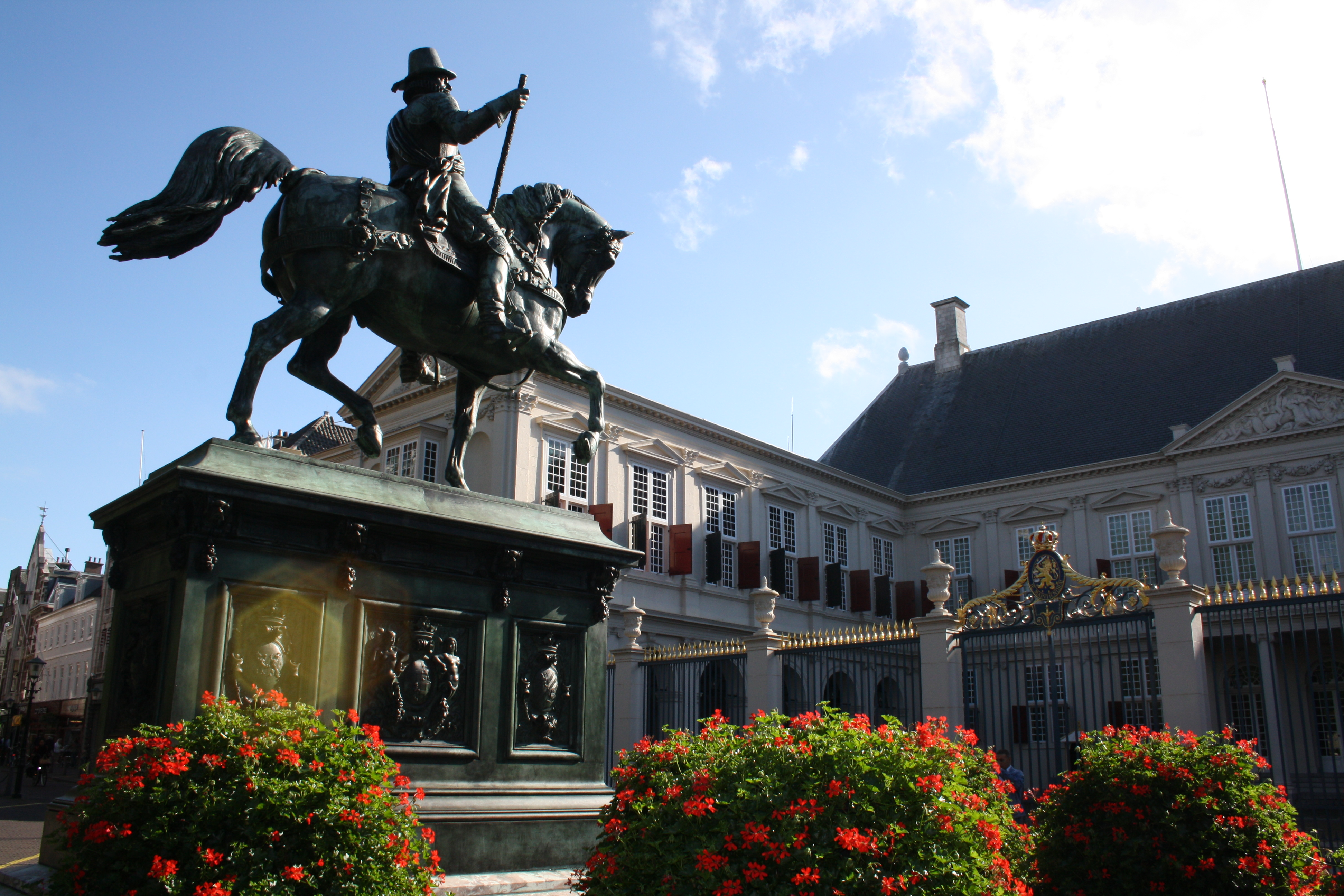
Le palais Noordeinde face à la statue équestre de Guillaume Ier.

Bien qu'Amsterdam soit la capitale des Pays-Bas, le gouvernement siège à La Haye. La Binnenhof accueille les États généraux ainsi que le ministère des Affaires générales, tandis que le palais Noordeinde constitue le lieu de travail du monarque.

### Organisations internationales
Les organisations internationales suivantes siègent à La Haye :
- Organisation pour l'interdiction des armes chimiques (OIAC)
- Cour internationale de justice, sise entre autres organisations au palais de la Paix
- Cour pénale internationale (CPI)
- Europol
- Cour d'arbitrage international de La Haye, plus ancienne institution pour l'arbitrage des litiges entre États
- Conférence de la Haye de droit international privé (HCCH)
- Tribunal pénal international pour l'ex-Yougoslavie (TPIY)
- Tribunal spécial des Nations unies pour le Liban (TSL)
- Chambres spéciales du Kosovo (CSK)
- Eurojust

L'Office européen des brevets (OEB) a son siège dans la commune voisine de Rijswijk.

### Conseil municipal
Le conseil municipal de La Haye comprend 45 sièges.
Le tableau ci-dessous donne les résultats des élections municipales de La Haye à partir de 1998 :
| Parti                                                  | 1998 | 2002 | 2006 | 2010 | 2014 | 2018 | 2022 |
| ------------------------------------------------------ | ---- | ---- | ---- | ---- | ---- | ---- | ---- |
| Groupe de Mos/Cœur pour La Haye (nl)                   | -    | -    | -    | -    | 3    | 8    | 9    |
| Démocrates 66 (D66)                                    | 3    | 3    | 2    | 6    | 8    | 6    | 8    |
| Parti populaire pour la liberté et la démocratie (VVD) | 12   | 11   | 10   | 7    | 4    | 7    | 7    |
| Gauche verte (GL)                                      | 5    | 3    | 3    | 3    | 2    | 5    | 5    |
| Parti pour les animaux (PvdD)                          | -    | -    | -    | 1    | 1    | 2    | 3    |
| Parti travailliste (PvdA)                              | 11   | 10   | 15   | 10   | 6    | 3    | 3    |
| Appel chrétien-démocrate (CDA)                         | 6    | 7    | 5    | 3    | 3    | 3    | 3    |
| Denk (DENK)                                            | -    | -    | -    | -    | -    | -    | 2    |
| Parti de la ville de La Haye (nl)                      | 1    | 1    | 1    | 2    | 5    | 3    | 1    |
| Parti socialiste (SP)                                  | 3    | 2    | 4    | 2    | 2    | 1    | 1    |
| Parti pour la liberté (PVV)                            | -    | -    | -    | 8    | 7    | 2    | 1    |
| Union chrétienne/Parti politique réformé (CU/SGP)      | 1    | 1    | 1    | -    | 1    | 1    | 1    |
| Forum pour la démocratie (FvD)                         | -    | -    | -    | -    | -    | -    | 1    |
| Islam démocrates (nl) (ID)                             | -    | -    | 1    | 1    | 2    | 1    | -    |
| NIDA (nl)                                              | -    | -    | -    | -    | -    | 1    | -    |
| 50 Plus (50+)                                          | -    | -    | -    | -    | -    | 1    | -    |
| Parti de l'unité (nl) (Liste A. Khoulani)              | -    | -    | 1    | 1    | 1    | 1    | -    |
| Parti politique de Schéveningue                        | 3    | 3    | 1    | 1    | -    | -    | -    |
| Liste Pim Fortuyn (LPF)                                | -    | -    | 1    | -    | -    | -    | -    |
| Pays-Bas solidaires                                    | -    | -    | 1    | -    | -    | -    | -    |
| La Haye vivable (nl)                                   | -    | 4    | -    | -    | -    | -    | -    |
| Total                                                  | 45   | 45   | 45   | 45   | 45   | 45   | 45   |

### Collège du bourgmestre et des échevins

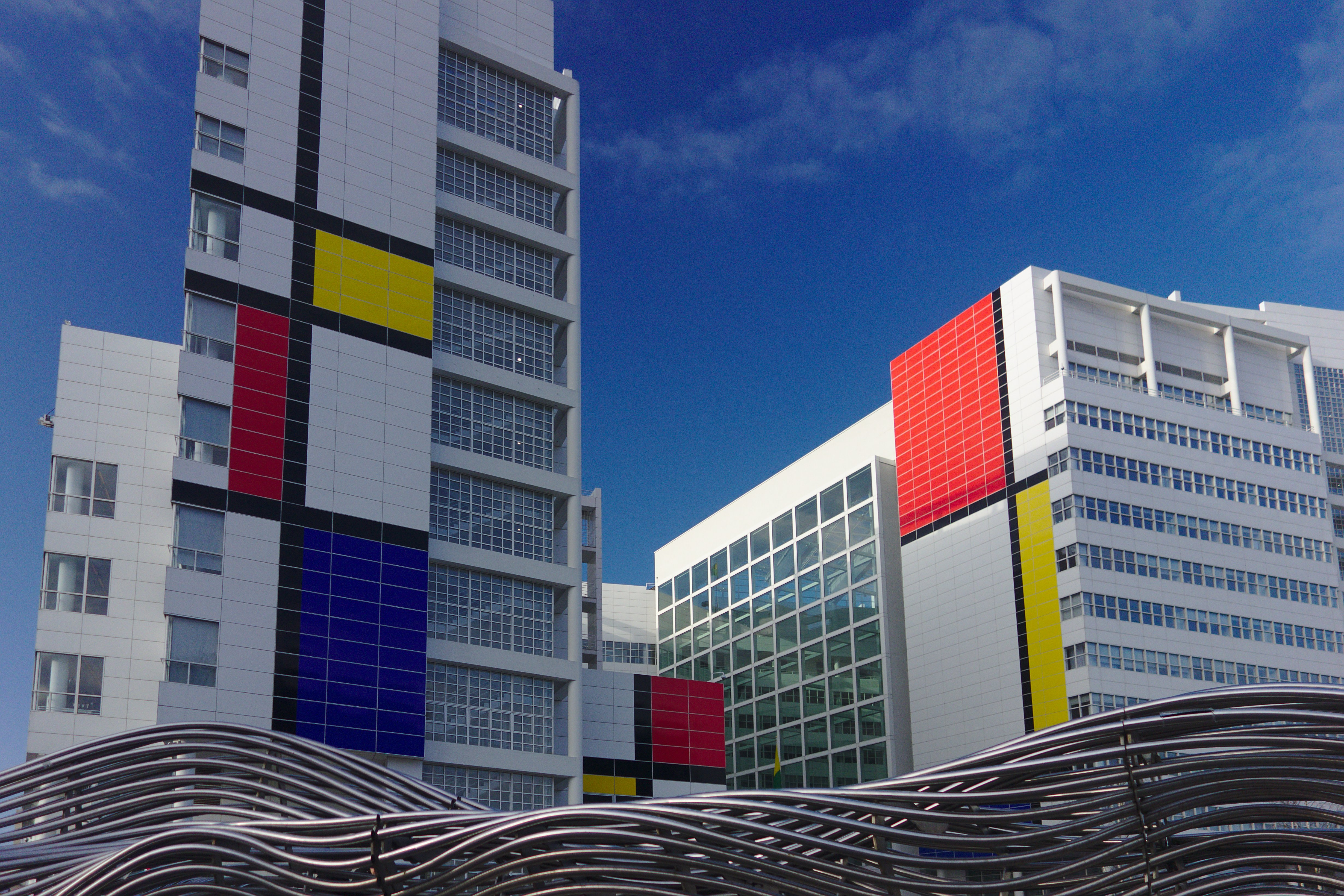
Le Palais de glace, l'hôtel de ville et bibliothèque centrale de La Haye, dont certains murs sont peints en 2017 aux couleurs des travaux de Piet Mondriaan, pionnier de l'abstraction.

Le collège du bourgmestre et des échevins pour la période 2010-2014 est formé par une coalition composée du Parti travailliste (PvdA), du Parti populaire pour la liberté et la démocratie (VVD), des Démocrates 66 (D66) et de l'Appel chrétien-démocrate (CDA), soit 26 des 45 sièges au conseil municipal. L'accord de coalition est appelé Aan de Slag! (« Au travail ! » en néerlandais). Bien que le VVD ait perdu la majorité en 2014 face aux D66, Jozias van Aartsen est reconduit en tant que bourgmestre à la suite d'un accord de coalition. Pauline Krikke (aussi membre du VDD) est bourgmestre du 17 mars 2017 au 6 octobre 2019.

### Jumelages
- Taza (Maroc) depuis 1996[réf. nécessaire]
- Varsovie (Pologne) depuis 1991
- Bethléem (Palestine) depuis 2000
- Nador (Maroc)

## Population et société

### Démographie

#### Historique de la population
|      | Commune | Agglomération | Aire urbaine |
| ---- | ------- | ------------- | ------------ |
| 1960 | 606 110 | 739 161       | 840 549      |
| 1970 | 550 613 | 714 083       | 842 145      |
| 1980 | 456 886 | 624 454       | 802 443      |
| 1990 | 441 506 | 604 264       | 821 662      |
| 2000 | 441 094 | 610 245       | 859 878      |
| 2009 | 481 864 | 627 228       | 1 007 560    |
| 2017 | 524 882 | 853 987       | 2 318 008    |

#### Origines des habitants
À l'instar des autres grandes villes néerlandaises, La Haye est une ville multiculturelle dont près de la moitié de la population est d'origine étrangère.
|                             | Nombre total | Pourcentage |
| --------------------------- | ------------ | ----------- |
| Autochtones                 | 254 165      | 52,68       |
| Allochtones occidentaux     | 67 938       | 14,08       |
| Allochtones non occidentaux | 160 407      | 33,24       |
| Suriname                    | 46 142       | 9,56        |
| Turquie                     | 35 070       | 7,27        |
| Maroc                       | 26 165       | 5,42        |
| Antilles néerlandaises      | 11 117       | 2,30        |
| Autres                      | 41 913       | 8,69        |

### Sports
- L'ADO La Haye est le club de football de la ville.
- Le HYS La Haye est le club de hockey sur glace de la ville.
- En 1994, La Haye accueille les deuxièmes Jeux équestres mondiaux.
- Le Red Bull Knock-out est une course de moto organisée sur la plage de Schéveningue.
- « Les chevaliers de la Haye » est un club de rugby à XIII qui dispute le Championnat des Pays-Bas de rugby à XIII.

### Personnalités liées à la ville

#### Né à La Haye
- Leendert Hasenbosch (1695-1725), marin débarqué sur l'île de l'Ascension, inhabitée, à titre de punition.
- Johan Michaël de Graaff (1731-1796), homme politique néerlandais, député, y est également mort.
- Pieter Leonard van de Kasteele (1748-1810), homme politique et poète, y est aussi mort.
- David Pierre Giottino Humbert de Superville (1770-1849), savant et artiste néerlandais.
- Léopold Deledicque (1821-1907), violoniste, altiste et compositeur naturalisé français.
- Mariane van Hogendorp (1834-1909), féministe néerlandaise.
- Estella Hijmans Hertzveld (1837-1881), traductrice et poétesse néerlandaise d'origine juive.
- Herman Adriaan van Karnebeek (1874-1942), homme politique, y est également mort.
- Moshe Flinker (1926-1945), auteur de journal intime durant la Shoah
- Jozias van Aartsen (né en 1947), bourgmestre de La Haye.
- Robert Jan Stips (né en 1950), musicien et producteur néerlandais.
- Jacob Gestman Geradts (né en 1951), auteur de dessins pin-up.
- Dick Annegarn (né en 1952), chanteur néerlandais francophone.
- Raymond van Barneveld (né en 1967), joueur de fléchettes néerlandais.
- Mark Rutte (né en 1967), Premier ministre des Pays-Bas.
- Demiak (né en 1967), artiste néerlandais.
- Medina Schuurman (née en 1969), actrice et directrice de casting néerlandaise.
- Michael Boogerd (né en 1972), coureur cycliste néerlandais.
- Anouk Teeuwe (née en 1975), chanteuse et compositrice de rock néerlandaise.
- Juliette van Ardenne (née en 1983), actrice néerlandaise.
- Samir El Moussaoui (né en 1986), footballeur néerlando-marocain.
- Gamze Tazim (née en 1989), actrice turco-néerlandaise.
- Tom van Kalmthout (né en 1991), acteur néerlandais.
- Anass Achahbar (né en 1994), footballeur néerlando-marocain.
- Stephanie van Eer (née en 1997), actrice néerlandaise.
- Nikola Meeuwsen (né en 2002), pianiste néerlandais.

#### Mort à La Haye
- Johan van Oldenbarnevelt, exécuté en 1619 à la Binnenhof pour haute trahison après avoir défié Maurice de Nassau.
- Spinoza, le philosophe passe les sept dernières années de sa vie dans la ville et y meurt en 1677.
- Armand Barbès, révolutionnaire français mort en exil volontaire à La Haye le 26 juin 1870, après son amnistie par Napoléon III.
- Charles Henri Anthing (1766-1823), général des armées du 1er Empire, au service de la France de 1810 à 1814, décédé à La Haye.
- Maria Dermoût (1888-1962), écrivaine néerlandaise.
- Jo Cals (1914-1971), Premier ministre des Pays-Bas.
- Victor Marijnen (1917-1975), Premier ministre des Pays-Bas et bourgmestre de La Haye.
- Willem Minderman (1910-1985), artiste visuel qui fait partie de la Nieuwe Haagse School (nl).
- Piet de Jong (1915-2016), Premier ministre des Pays-Bas.

## Économie
L'activité économique de la ville est tournée en grande partie vers la fonction publique. Beaucoup de fonctionnaires travaillent à La Haye, que ce soit dans les ministères ou les organismes publics néerlandais (qui sont presque tous situés dans la ville).
À cela s'ajoute la présence historique de sièges sociaux de grands groupes néerlandais tels que :
- Royal Dutch Shell : second groupe pétrolier au monde ;
- Royal KPN : l'opérateur télécom historique ;
- Aegon et Nationale Nederlanden : deux groupes d'assurance ;
- Royal TNT Post : la poste néerlandaise.

Enfin, La Haye n'a jamais eu une grande activité industrielle, à l'exception du port de pêche de Schéveningue.

## Culture et patrimoine

### Lieux et monuments

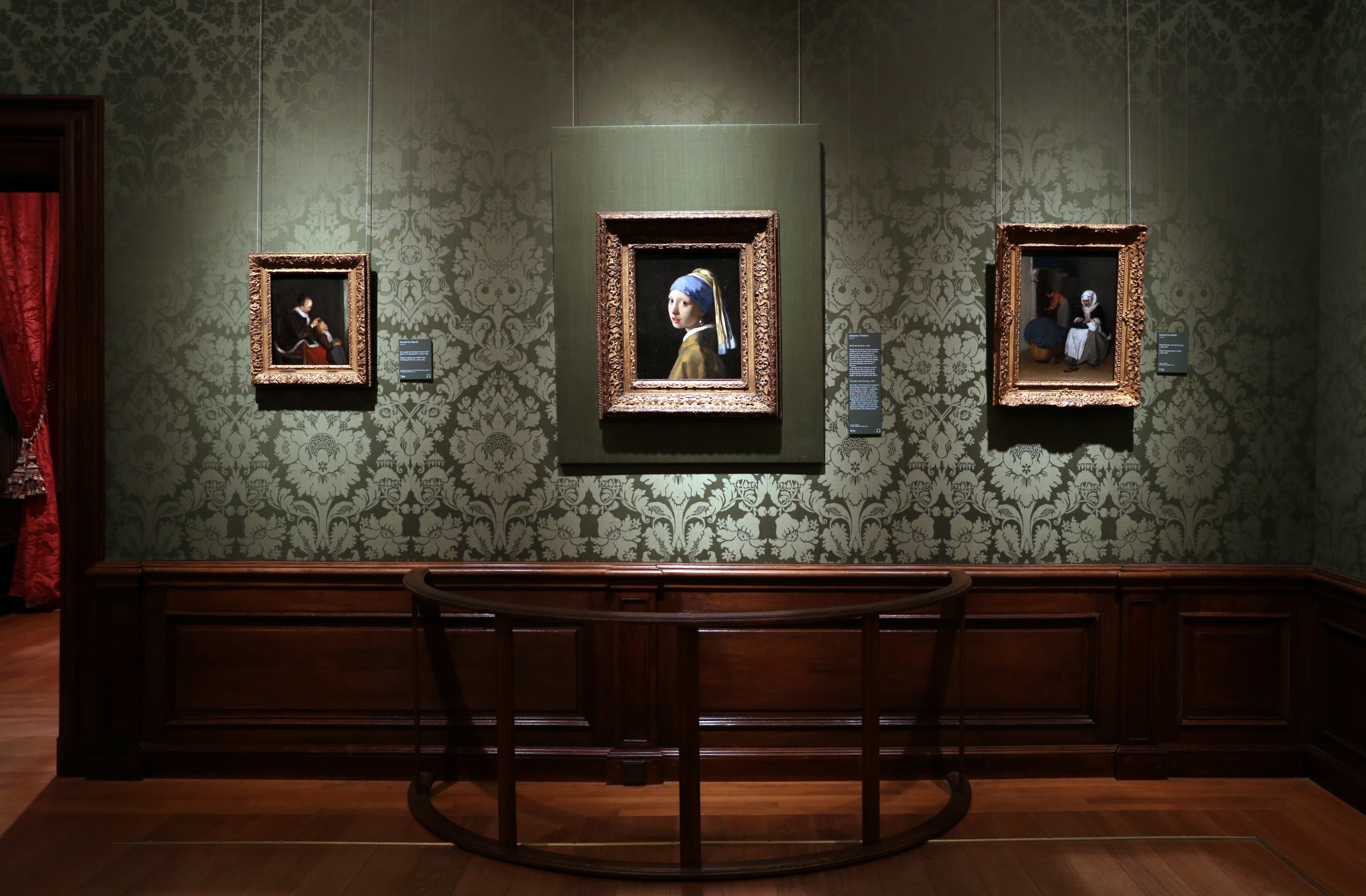
La Jeune Fille à la perle (vers 1665), chef-d'œuvre de Johannes Vermeer, est exposé à la Mauritshuis de La Haye.

- L'Académie de droit international de La Haye
- La bibliothèque royale
- Le musée Escher, un musée consacré à Maurits Cornelis Escher
- La Mauritshuis,
- La Binnenhof avec le Grafelijke Zalen, la Trêveszaal, la Ridderzaal, la Torentje, la Hofkapel, la Mauritstoren, sa fontaine et ses portes.
- Le musée municipal de La Haye, avec une importante collection d'art moderne, notamment de Mondrian
- La Gevangenpoort et son musée
- Le musée historique de La Haye
- Le musée du Livre, musée Meermanno Westreenianum
- Le musée Louwman
- Le Panorama Mesdag et la Collection Mesdag
- Le théâtre de danse des Pays-Bas
- L'orchestre de la Résidence
- Gymnasium Haganum
- Le parc d'attractions Drievliet
- Le parc de miniatures Madurodam
- L'université des sciences appliquées de La Haye (haute école de La Haye)
- L'Oude Stadhuis, ancien hôtel de ville de style Renaissance
- La Maison de Spinoza, ancienne demeure et centre d'études sur l'œuvre du philosophe Baruch Spinoza
- La Grote Kerk, ou Sint-Jacobskerk, construite au XVe siècle

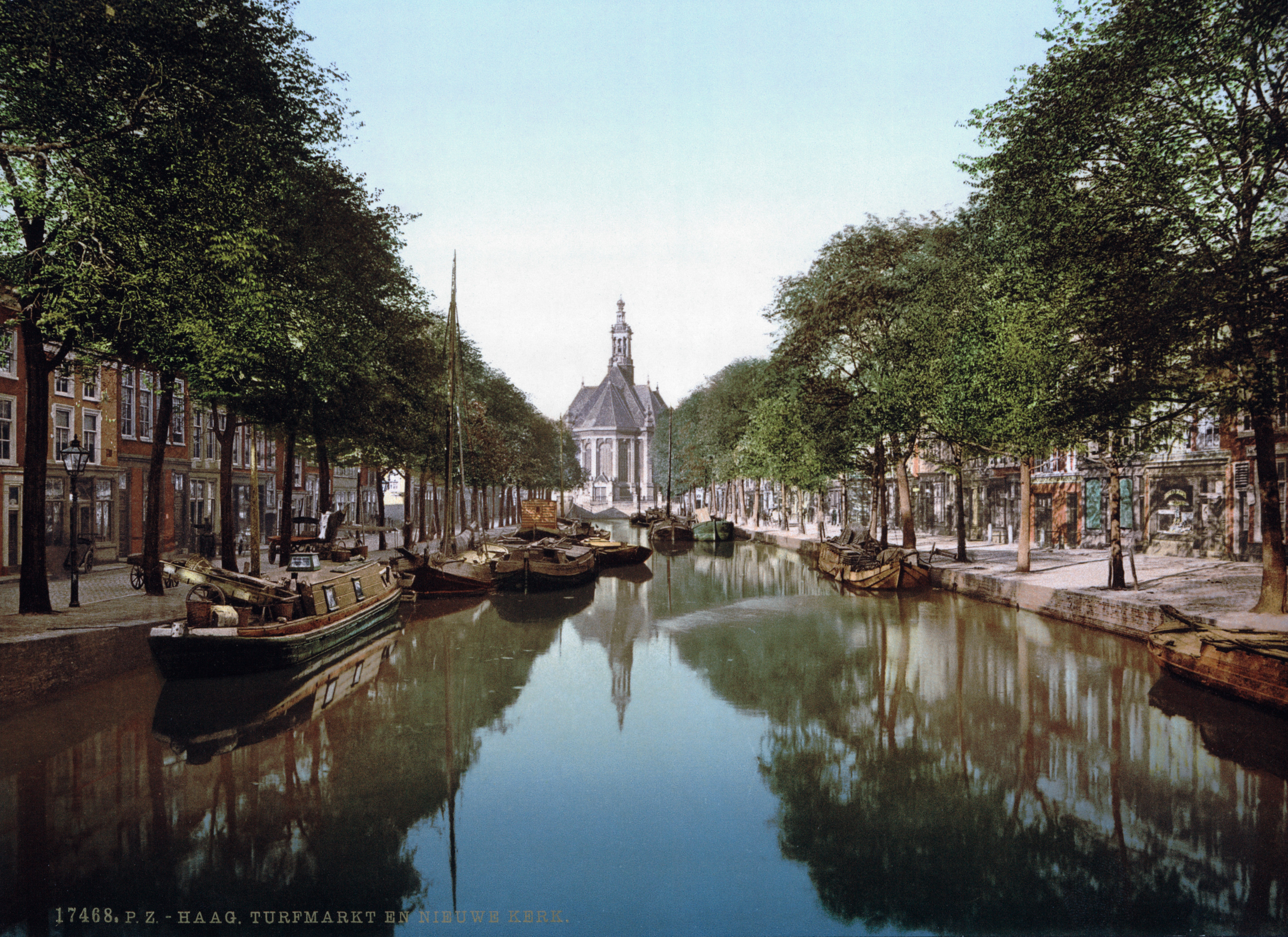
De Turfmarkt et la nouvelle église de La Haye, vers 1900.
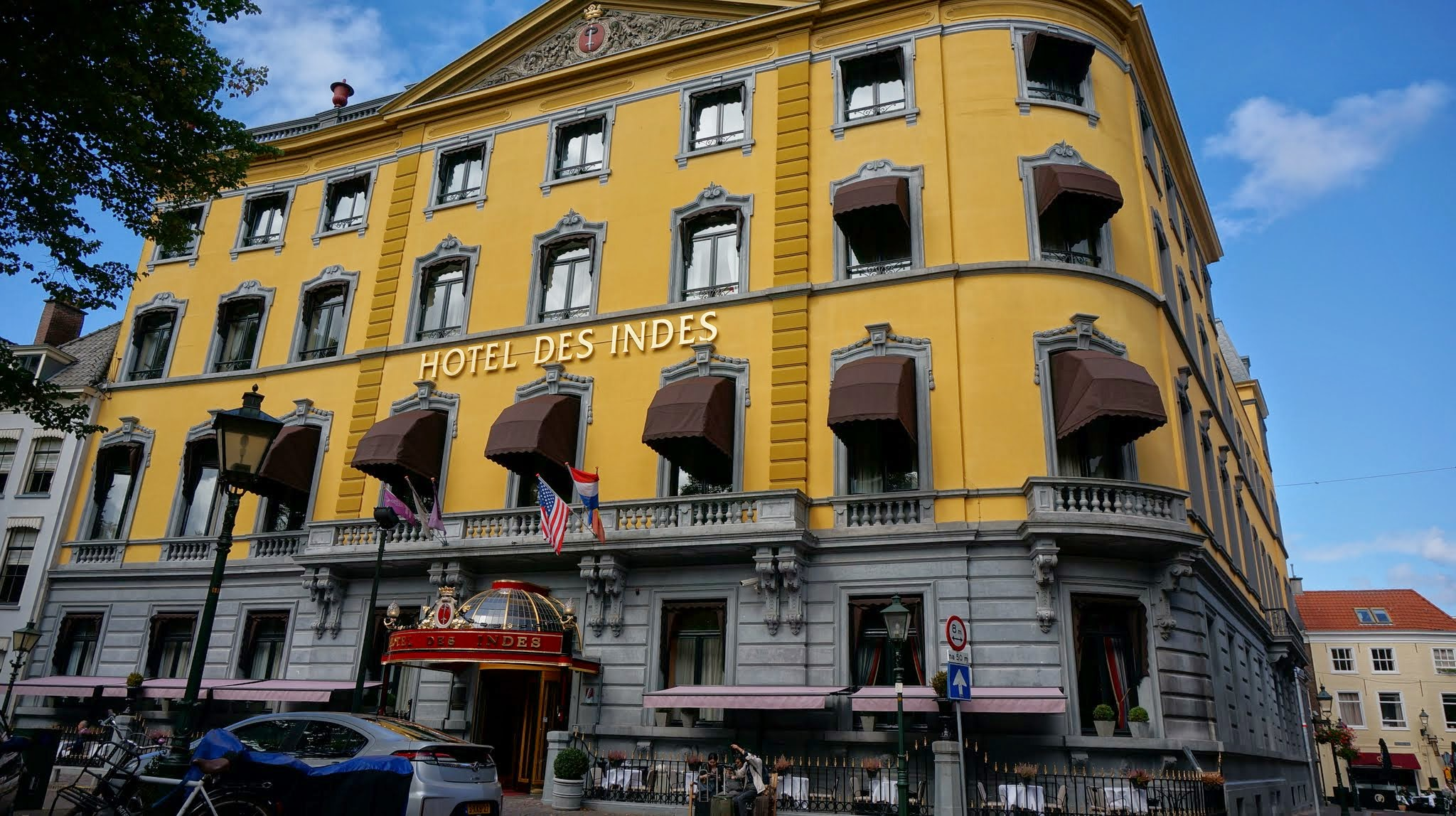
L'hôtel des Indes sur le Lange Voorhout.
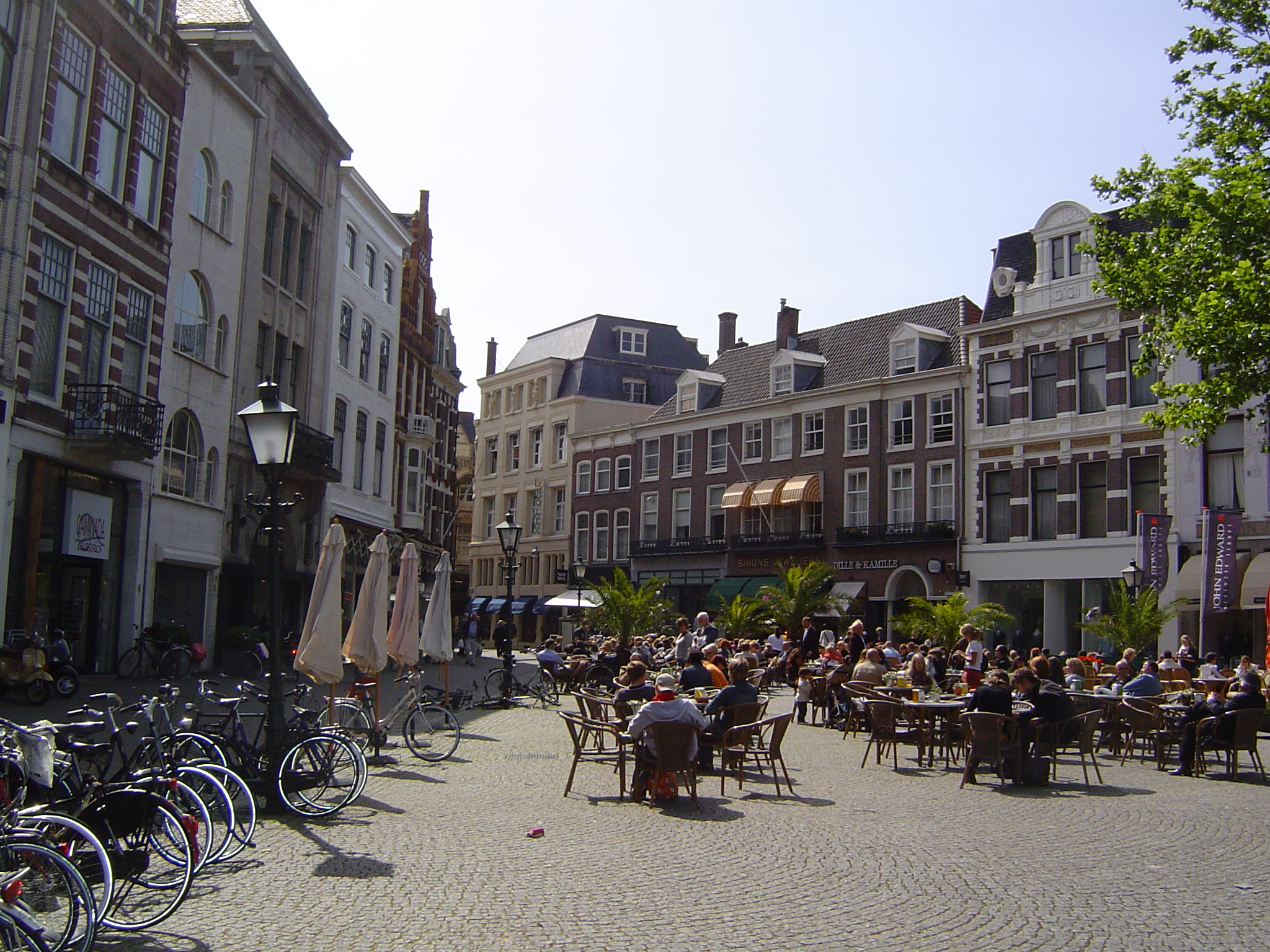
La Plaats, place commerçante en face de la Binnenhof.
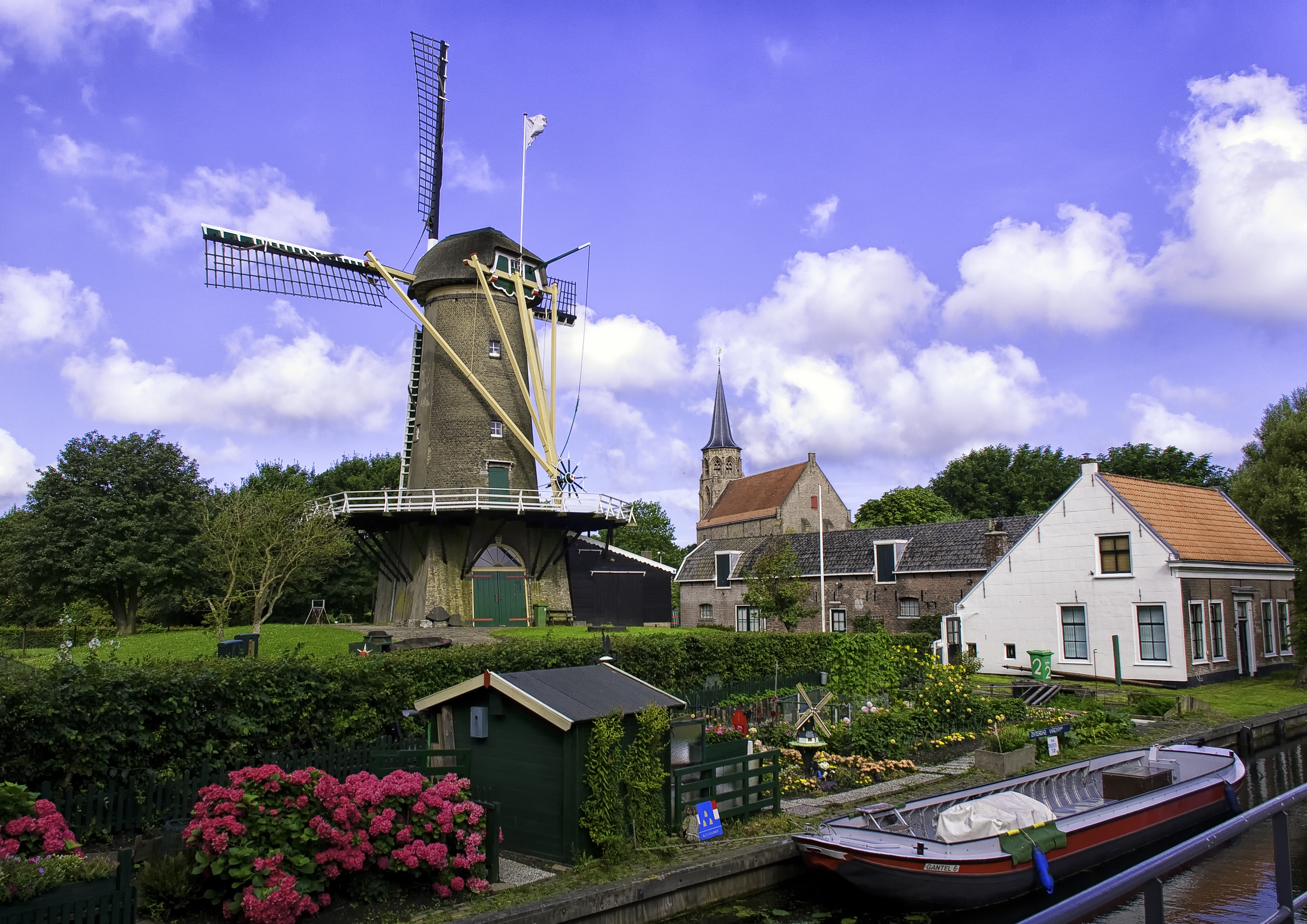
Le moulin De Korenaer à Loosduinen.
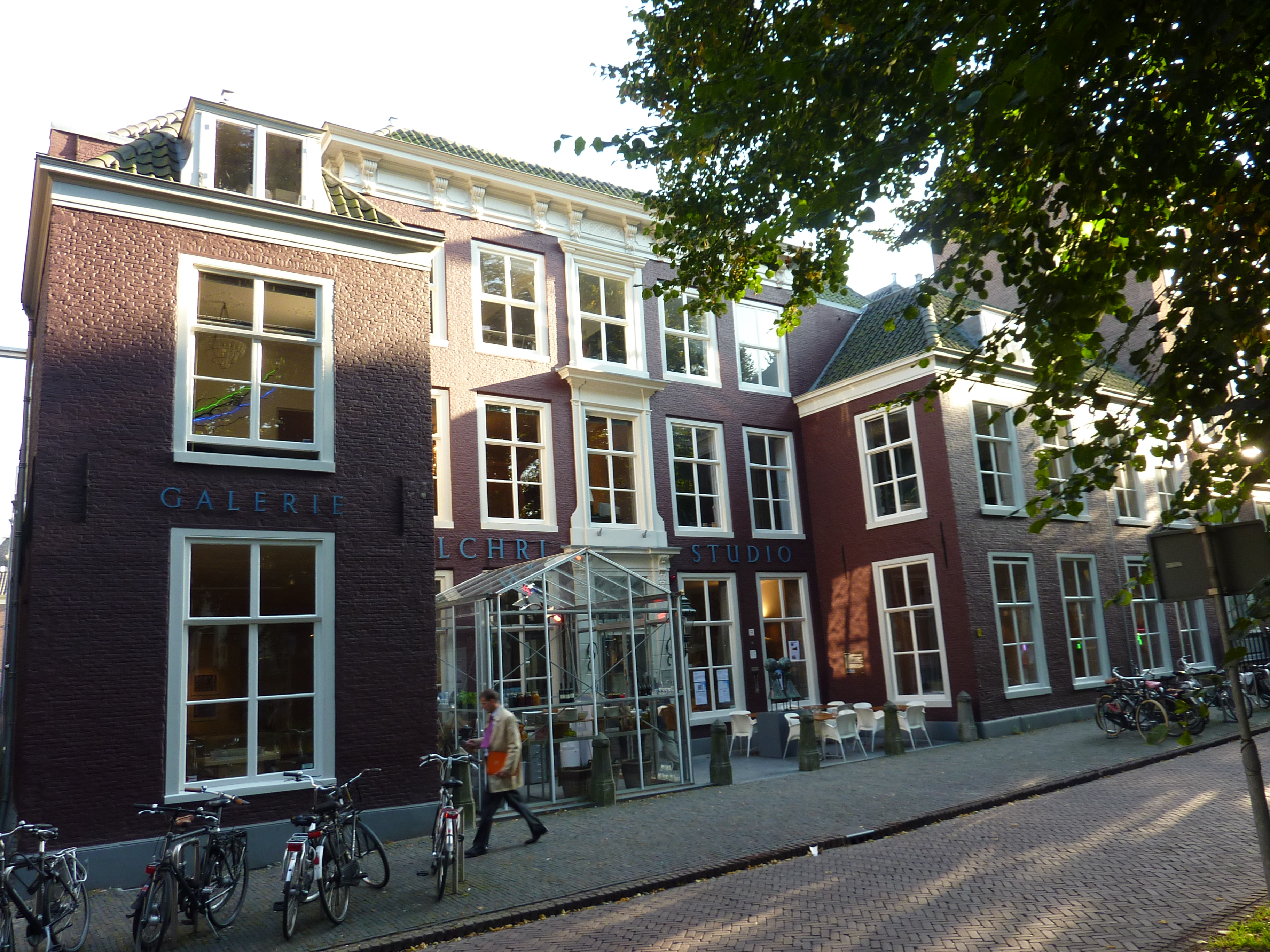
Bâtiment du centre-ville sur le Lange Voorhout.

### Musique
- La ville accueille en 1980 le 25e concours Eurovision de la chanson.
- La Haye accueille depuis 2004 le festival State-X New Forms.

### Héraldique
| Blason | Blasonnement : « D'or à la cigogne passante au naturel tenant dans son bec une anguille de sable. » |

|  | Pendant le Premier Empire, La Haye est au nombre des bonnes villes et autorisée à ce titre à demander des armoiries au nouveau pouvoir. Elles devenaient : « d'or à la cigogne passante au naturel tenant dans son bec une anguille de sable au chef de gueules à trois abeilles d'or », qui est des bonnes villes de l'Empire. |